# Release early, release often
Release early, release often (abreviado RERO, en castellano: publicar temprano, publicar a menudo) es una filosofía de desarrollo de software que subraya la importancia de la publicaciones  (release) tempranas y frecuente para crear un circuito de retroalimentación rápida entre, por un lado, los desarrolladores y, por el otro lado, los usuarios. Esta filosofía se opone a la estrategia tradicional de difusión basada en proporcionar nuevas características (feature-based).
Los partidarios de la filosofía RERO sostienen que permite un desarrollo más rápido, mejora la implicación de los usuarios en la creación del software y favorece el cumplimiento de las expectativas de los usuarios, conduciendo a un software de mejor calidad:

El software de código abierto, en el fondo, es un método para maximizar la eficiencia y la rapidez con la que se puede crear la siguiente versión. RERO es el mantra, es decir, abre el código para que millones de ojos pueden desmenuzarlo y ayudar a crear una nueva versión más rápidamente.
Andrew Leonard

Esta práctica se describe como "publicar temprano, publicar a menudo". La comunidad cree que esta práctica conduce a software de mejor calidad, gracias a la revisión por pares y la gran base de usuarios que utilizan el software, acceden al código fuente, informan de bugs, y que contribuyen correcciones.
 Ibrahim Haddad